# Rhodesiella rubrohalterata
Rhodesiella rubrohalterata är en tvåvingeart som beskrevs av Cherian 1973. Rhodesiella rubrohalterata ingår i släktet Rhodesiella och familjen fritflugor. Inga underarter finns listade i Catalogue of Life.